# Ondo (delstat)
Ondo er en delstat i den sydvestlige del af Nigeria, ved Beninbugten, vest for Nigers delta. Den blev oprettet i 1976 og inkluderede indtil 1996 Ekiti, som da dannede sin en egen delstat.
I Ondo er hovederhvervet landbrug , med stor produktion af bomuld og tobak. Andre erhverv er skovbrug og minedrift med udvinding af jernmalm, kaolin, petroleum og kul; Der er også en del traditionel håndværksproduktion (måtter, smede og keramikvarer).

## Eksterne kilder og henvisninger
1. ↑  nigerianstat.gov.ng (fra Wikidata).
2. 1 2  Ogun på Store norske leksikon (hentet 9 november 2010)

- Delstatens officielle websted

7°10′N 5°5′Ø / 7.167°N 5.083°Ø